# Joop Stokkermans
Johannes Andreas "Joop" Stokkermans (Leiden, 20 de febrero de 1937 – Hilversum, 25 de octubre de 2012) fue un compositor y pianista holandés.
Stokkermans estudió piano y composición con Theo van der Pas en el Conservatorio Real de La Haya. Recibió e Premio de Gouden Harp en 1974 en reconocimiento de toda su carrera.

## Obras
Piano
- Hommage, 13 Piezas(1982)
- La plage et ses variations (1992)
- Oranje rhapsodie para carrillón o piano

Canciones
- "Katinka" (1962)
- "Morgen" (1968)
- "Tijd" (1971)

Musicales
- De Engel van Amsterdam (1975)
- Nijntje (2001); basado en el libro Miffy
- Kunt u mij de weg naar Hamelen vertellen, mijnheer? (2003)

Música para televisión
- Paulus de boskabouter
- Barbapapa
- De Bereboot (The Bear Boat)
- Hamelen
- De Kris Pusaka
- De Brekers

Bandas sonoras parea películas
- Pinkeltje (1978)
- Para un soldado perdido (1992)